# Rhacodactylus trachyrhynchus
Rhacodactylus trachyrhynchus е вид влечуго от семейство Геконови (Gekkonidae). Видът е застрашен от изчезване.

## Разпространение
Разпространен е в Нова Каледония.